# Province de Chtouka-Aït Baha
La province de Chtouka-Aït Baha (en amazighe : Tasga n Actukn - Ayt Baha) est une subdivision à dominante rurale de la région marocaine de Souss-Massa. Son chef-lieu est Biougra.

## Géographie
La province de Chtouka-Aït Baha, d'une superficie de 3 523 km2, est limitée :
- au nord par la préfecture d'Inezgane-Aït Melloul ;
- à l'est par la province de Taroudant ;
- au sud par la province de Tiznit ;
- à l'ouest par l'océan Atlantique (sur 42 km[4]).

Son domaine forestier, d'une superficie de 90 175 ha, comprend 83 830 ha d'arganiers.

Le djebel Adad Medni.
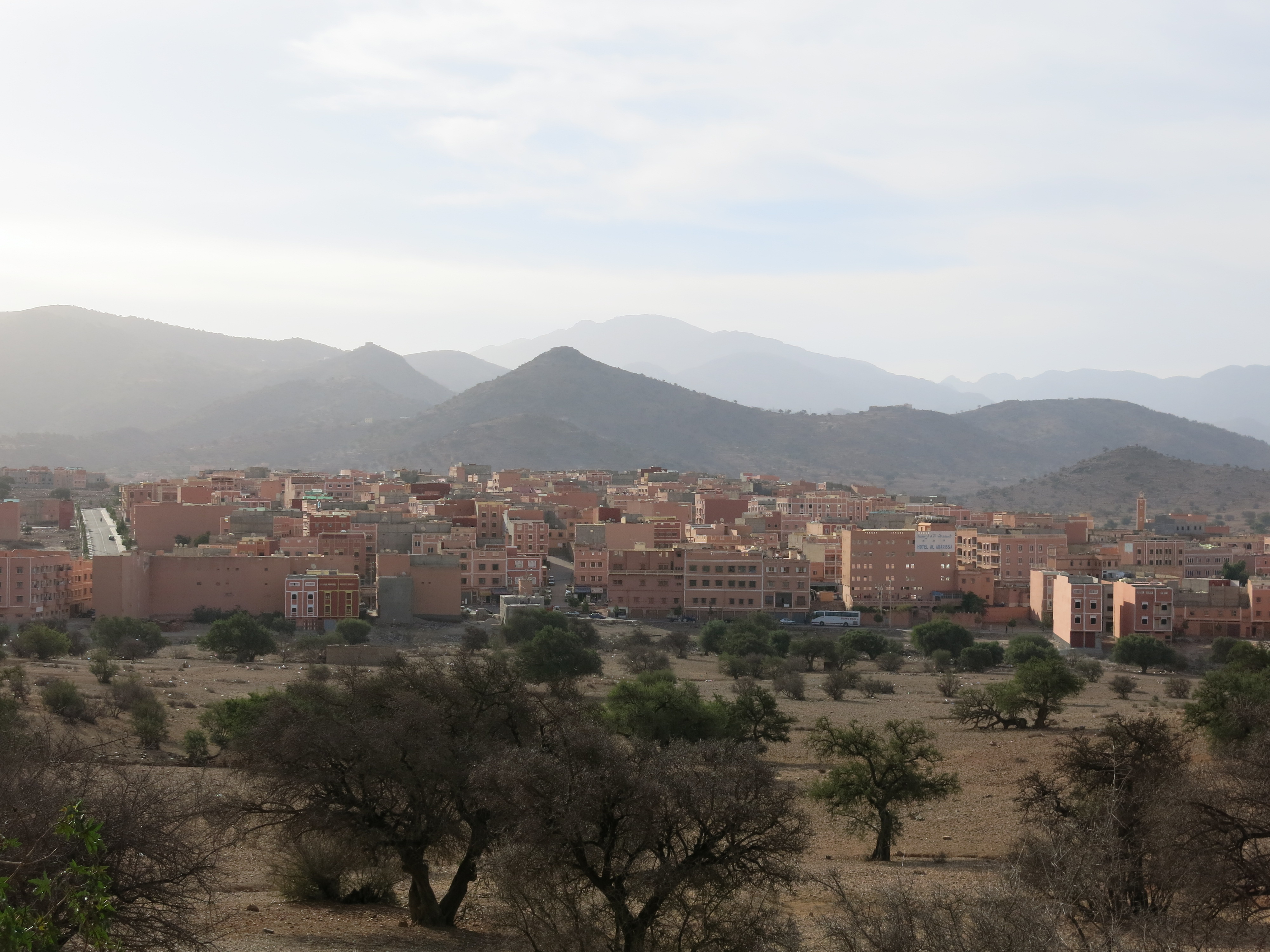
Aït Baha vue du nord.
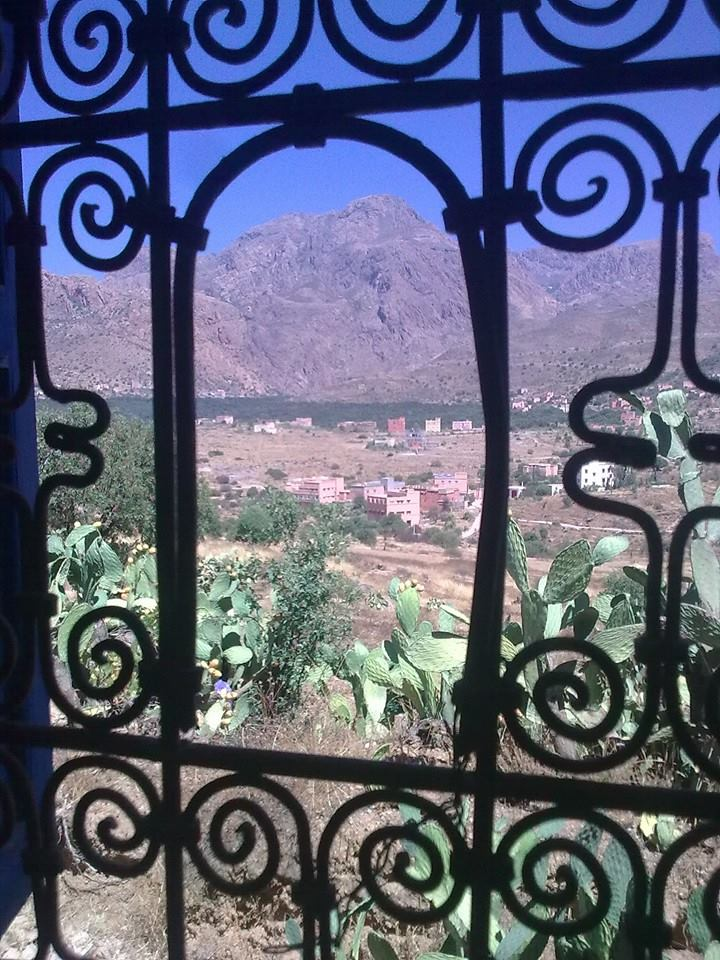
Vue cde Tanalt et de l'Anti-Atlas.
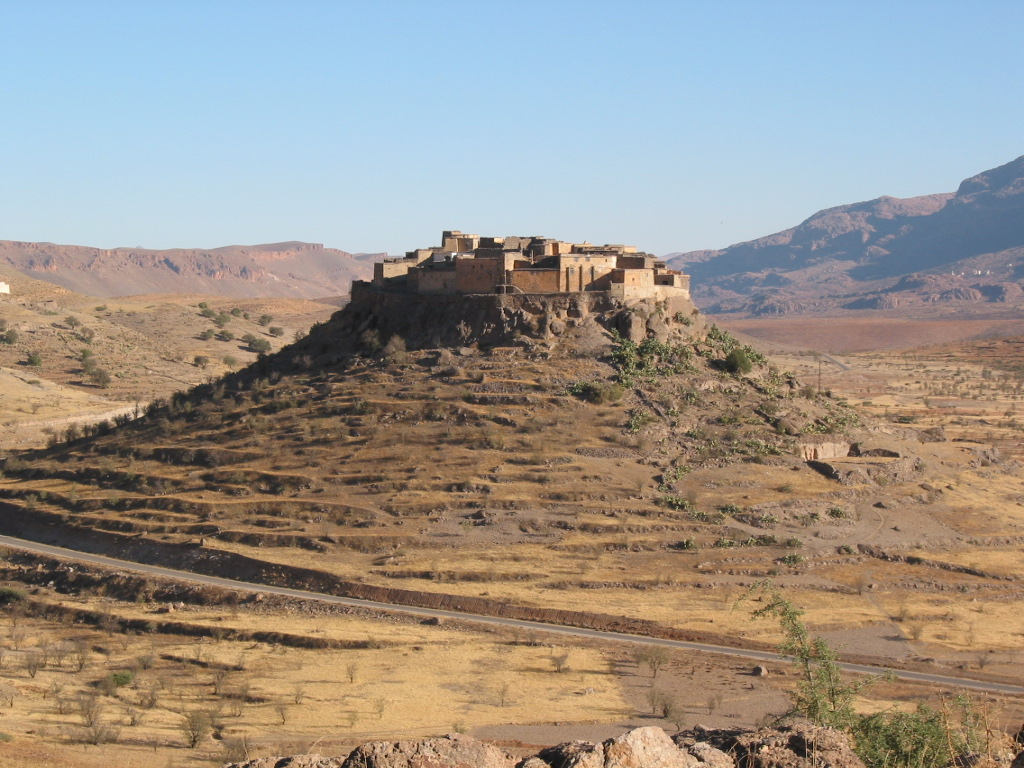
Village fortifié de Tizourgane.

## Histoire
La province de Chtouka-Aït Baha a été créée en 1994 – décret no 2-94-64 du 24 mai – par démembrement de la province d'Agadir.

## Démographie
| Année de recensement | Population totale | Population urbaine | Population rurale |
| -------------------- | ----------------- | ------------------ | ----------------- |
| 1994                 | 240 092 hab.      | 25 636 hab.        | 214 456 hab.      |
| 2004                 | 297 245 hab.      | 39 694 hab.        | 257 551 hab.      |
| 2014                 | 371 102 hab.      | 113 531 hab.       | 257 571 hab.      |

## Politique et administration
La province de Chtouka-Aït Baha est composée de 22 communes (collectivités territoriales), dont 2 communes urbaines ou municipalités : Biougra, son chef-lieu, et Aït Baha.
Les 20 communes rurales restantes sont rattachées à des circonscriptions déconcentrées : 11 caïdats, eux-mêmes rattachés à 3 cercles, :
- Cercle de Biougra :
  - caïdat d'Aït Amira : Aït Amira,
  - caïdat de Sidi Bibi : Sidi Bibi,
  - caïdat d'Imi Mqourn : Imi Mqourn et Sidi Boushab,
  - caïdat de Safa : Oued Essafa ;
- Cercle de Massa :
  - caïdat de Belfaa : Belfaa et Inchaden,
  - caïdat de Massa : Massa et Sidi Ouassay,
  - caïdat d'Aït Milk : Aït Milk ;
- Cercle d'Aït Baha :
  - caïdat d'AÏt Mzal : Aït Mzal, Hilala et Tassegdelt,
  - caïdat d'Aït Ouadrim : Aït Ouadrim et Sidi Abdellah el Bouchouari,
  - caïdat de Tanalt : Tanalt, Aouguenz et Targua n Touchka,
  - caïdat d'Ida Ougnidif : Ida Ougnidif et Tizi n Takoucht.